# Schweig, Bub!
Schweig, Bub! is een toneelstuk van de Duitse auteur Fitzgerald Kusz, voor het eerst opgevoerd op de Städtische Bühnen van Neurenberg in 1976 in een regie van Friedrich Schirmer. Het stuk is in het dialect van de regio Mittelfranken geschreven en is een satire op het brave, conservatieve volkstoneel uit vooral de Zuid-Duitse cultuur. Schweig, Bub! is een stuk voor acht acteurs, van wie slechts het personage Gerda Hoogduits spreekt, zij het met geregelde grammaticale fouten. Alle anderen bezigen een Frankische streektaal.
Het toneelstuk ontstond tijdens de zomer van 1975 en zou oorspronkelijk Die Konfirmation heten. De uiteindelijke titel kreeg het op advies van auteur en regisseur Hans Dieter Schwarze.

## Samenvatting
Het decor blijft door het hele toneelstuk heen hetzelfde: alles speelt in de huiskamer van een eenvoudig gezin, de middag, namiddag en avond na de Konfirmation van de veertienjarige Fritz.

### Eerste bedrijf
Tante Anna en oom Willi eten soep en praten over van alles en nog wat. Soep met Leberknödeln is een leidmotief dat aan het begin en het eind van het stuk opduikt:

Du, wou hammer letzthin ä suer Leberknidlersuppm gessn?
— Kusz, blz. 8

Vader en moeder, Hans en Gretl, babbelen over het eten. Oom Willi maakt seksuele toespelingen naar Fritz’ nicht Hannelore toe; Anna vindt dit ongepast, want het is vandaag Konfirmation! De dominee moet nog langskomen, maar hij laat op zich wachten.

### Tweede bedrijf
Moeder en familievriendin Gerda dekken de tafel voor koffie, terwijl de anderen een wandeling maken; ze hadden een pauze na het vele eten nodig. Fritz, vader Hans, Willi en Gerda’s echtgenoot Manfred komen terug. Gerda en Manfred babbelen over taart. Nicht Hannelore praat over haar schmink en mascara; oom Willi vindt dat de vrouwen zich heden ten dage veel te veel opmaken. Gerda is enigszins snobistischer dan Manfred en vertelt over hun vakantie in Italië, alwaar Manfred voor het eerst zeevruchten heeft gegeten. Eenieder vindt dat walgelijk.

Dan gaat het gesprek over diarree, wat volstrekt ongepast is, want heden is er een Konfirmation! Waar blijft overigens de dominee? Vader haalt twee flessen schnaps uit de kelder.

### Derde bedrijf
Nu is het tijd voor het avondmaal; de dominee is er nog steeds niet, ofschoon voor hem een plaats aan tafel gedekt is. De gegadigden eten braadworst met zuurkool, gevolgd door een koude worst- en kaasschotel. Vader Hans wordt beschonken en neemt aanstoot aan een opmerking van Gerda; Manfred is drie jaar naar de avondschool gegaan, maar Hans heeft nooit gestudeerd. Hannelore heeft er spijt van dat ze geen hogere studies heeft gevolgd. 

Nu gaat het gesprek over de Tweede Wereldoorlog. Oom Willi is verdomd blij dat ze die verloren hebben; het leven zou vreselijk zijn indien Duitsland de oorlog gewonnen had. Manfred is het daarmee eens. Willi vertelt over zijn krijgsgevangenschap in een Russische loodmijn. De dominee daagt kennelijk niet op. Vader haalt een fles Zwetschgenwasser. Fritz mag zijn eerste brandewijn drinken en verslikt zich. Vader slaat hem hard op de rug en moeder verwijt hem dat hij Fritz te veel slaat. Vader ontsteekt in een woedeaanval en schreeuwt dat zijn zoon altijd op de eerste plaats komt en hijzelf slechts een geldschijter is. Hij smijt een bord aan gruzelementen. Moeder loopt wenend naar de slaapkamer en Gerda gaat haar achterna.

### Vierde bedrijf
Tante Anna en Fritz bekijken de berg geschenken die Fritz gekregen heeft. Fritz’ peetoom was er vandaag niet bij, want die heeft reeds jaren ruzie met Hans. Moeder is tot bedaren gekomen, maar wil niet meer met Hans spreken; er heerst koude vijandschap tussen haar en haar echtgenoot. Tante Anna overreedt Hans, naar Gretl toe te gaan. In de tussentijd schenkt Manfred het hele gezelschap schnaps in. 

Hannelore slikt de brandewijn achterover en onthult eensklaps dat haar man een buitenechtelijke affaire heeft. Ze weigert echter van hem te scheiden; in plaats daarvan wil ze zich op hem wreken door zelf een minnaar te zoeken. Vader en moeder komen terug de woonkamer binnen. De dominee is niet meer opgedaagd, dus Fritz kan maar beter naar bed gaan. Er wordt nog taart gegeten en wijn gedronken. Wanneer Fritz naar bed is, vertelt het gezelschap flauwe moppen. Gerda wil naar huis, maar Manfred wil nog wat blijven. Oom Willi zingt een schunnig liedje.

### Vijfde bedrijf
Het is inmiddels laat in de nacht. Gerda en Manfred zijn naar huis en de anderen drinken bier en wijn aan de eetkamertafel. Hans, oom Willi en Hannelore zijn straalbezopen. Hannelore spot met het Hoogduitse taalgebruik van Gerda en begrijpt niet waarom Manfred Gerda tot vrouw koos; zij ware veel liever zelf met Manfred getrouwd. Om te bewijzen dat ze een veel mooier figuur dan Gerda heeft, wil Hannelore een striptease ten beste geven, maar dan komt Fritz weer naar beneden omdat hij niet kan slapen. 

Het dronken gesprek gaat over begrafenissen. Oom Willi wil alles uitzuipen wat er nog in huis te vinden valt en Hannelore wil hierbij meehelpen. Willi en Hannelore kunnen nauwelijks nog rechtstaan, maar Hannelore wil mordicus met de auto naar huis rijden. Ze neemt afscheid van vader Hans, die haar extreem lang kust. Moeder nodigt het drietal volgende zondag opnieuw uit; dan kunnen ze een Leberknidlersuppm eten.

### Epiloog
Twintig jaar na de Konfirmation van Fritz is zijn vader dood. Aan de koffietafel zitten Fritz, moeder Gretl, Manfred, Hannelore en oom Willi, die inmiddels weduwnaar is. Manfred is van Gerda gescheiden en in haar plaats met Hannelore gehuwd. Ook Fritz is inmiddels getrouwd en vervolgens gescheiden. Er wordt weer duchtig schnaps gedronken, maar waar blijft de dominee?

## Receptie
Schweig, Bub! maakte van Fitzgerald Kusz een gevestigde naam in de Frankische theaterwereld en daarbuiten: het stuk werd in andere Duitse dialecten vertaald en in 1979 maakte Nolle Versyp een eerste Oost-Vlaamse vertaling onder de titel Zwijg, kleine!. In 1998 voerde Dirk Tanghe het stuk in het West-Vlaams op. Vertalingen in uiteenlopende Vlaamse dialecten worden geregeld door Vlaamse amateurgezelschappen ten tonele gebracht. 
Volgens Kusz was zijn aanvankelijke inspiratie een bespreking door Bertolt Brecht van het ingedommelde volkstoneelgenre in Duitsland, dat hij met dit komische toneelstuk op satirische wijze wilde doorprikken.
Schweig, Bub! heeft een cultstatus verworven. Van 1976 tot 2010 stond het toneelstuk onafgebroken op het programma van het Staatstheater Nürnberg; het werd in die periode 720 maal opgevoerd.